# 閩南語
閩南語（びんなんご、ミンナンご）は、閩語の一方言である泉州方言と漳州方言を基盤に成立した言語。主に閩南地方（中華人民共和国福建省南部）で話される言葉である。
- 狭義には、泉州、漳州、廈門などの福建省南部で話されている言葉をさす。東南アジアでは福建語とも呼ばれる。
- 広義には、狭義の言葉に加え、台湾、浙江省南部、広東省東部および西部、海南省などで話される、類似性の高い言葉の総称として用いられる。

## 概要
福建省南部とは具体的に泉州、漳州、廈門地方を意味するが、歴史的にこの地方から台湾、広東省潮州、汕頭地方、雷州半島、浙江省南部、海南省や東南アジアのシンガポール、マレーシア、インドネシア、ブルネイ、タイ、フィリピンへ移住した者が多く、これら地方の閩南（福建南部）系住民の間でも話されている。これらの地方で話される言語変種を総称するものが広義の閩南語である。
これらの言葉が中国語の方言であるか、独自の言語群であるかは言語学上の論争があるが、伝統的には下位の閩語に属する方言だとする見方が多い。方言学的には、広義の閩南語は、閩台グループ（泉州語、漳州語、台湾語と海外閩南語）、浙南グループ、潮汕グループ（潮州語）、海南グループ（海南語）に分類される。
狭義の閩南語は、東南アジアでは Hokkien とも呼ばれる。客家語（ハッカご、Hakka）と紛らわしいが、「福建」の意味である。台湾では台湾語もしくは河洛（ホーロー）語とも呼ばれる。これは台湾の公用語である標準中国語（中華民国国語）と区別するために台湾土着の言葉として考えられている（オーストロネシア語族系台湾原住民の言葉は全く系統が違うので注意する必要がある）。

## 下位方言

### 閩台グループ
- 福建語 Hokkien (nan-hok)
  - 福建語 Fukienese (nan-fuk)
  - 台湾語 Taiwanese
- 大田方言 Datian (nan-dat)

### 浙南グループ
- 浙南語 Zhenan Min (nan-zhe)

### 潮汕グループ
- 潮州語 Chaozhou (nan-chz)
  - 潮州語 Teochew (nan-teo)
  - 潮州語 Chaochow (nan-cho)
- 隆都方言 Longdu (nan-lon)

### 雷瓊グループ
- 雷州語 Leizhou (nan-lei)
- 海南語 (Hainan) (nan-hai) 1987年出版の『中国語言地図集』では公式に両者を閩南語から分けて説明している

## 音韻

### 古語の残存
声調が北京語の4声に比べて狭義の閩南語の場合7声前後と多く、発声、語彙、文法の面で、中古中国語の残存が見られる。閩語の内部では、例えば「鍋」を「鼎」と呼ぶなどの語彙の共通性がみられるが、これも中古中国語が残存している。
これは中原の漢語音が華南の漢化によって広まったため、特に周辺地域である福建において、古い時代の音が残ったと考えられる（ジェリー・ノーマン、または方言周圏論の考え方などを参考のこと）。
日本における漢字発音の漢音は唐時代に伝来されたため、閩南語の発音との類似が見られる。例えば、「世界」（sè-kài）、「国家」（kok-ka）、「了解」（liáu-kái）、「健康」（kiān-khong）、「感謝」（kám-siā）などの発音は現代日本語と似て聞こえる。

### 声調

#### 連読変調

台湾の台湾語における連続変調（漳は漳州訛り、泉は泉州訛りを表す）

発話する時、文末の音節以外のほとんどの音節の声調が一定のルールに則って単字調から変化することを連読変調という。これは閩南語の特徴の1つである。
例えばhè-tshia（貨車）とhé-tshia（火車）の声調だけが異なる2つの単語がある。hè（貨）はもともと陰去（低平）調であるが、tshia（車）の前では降下調（上声）のhuéに変わる。hé（火）はもともと上声（降下調）であるが、tshia（車）の前では高平（陰平）調のheに変わる。もし「火車」を言うつもりで本調のhé--tshiaで発音すれば、聴者にとっては「貨車」を言ったと思われる。
変調のルールは地域によって異なる。下の表では各方言における変調のルールを記する。各方言の1行目は本来の調値と声調番号、2行目は変調の調値と声調番号である。
| 四声             | 四声           | 平声    | 平声    | 上声    | 上声    | 去声        | 去声    | 入声                        | 入声                        |
| 四声             | 四声           | 陰平    | 陽平    | 陰上    | 陽上    | 陰去        | 陽去    | 陰入                        | 陽入                        |
| 声調番号         | 声調番号       | 1       | 5       | 2       | 6       | 3           | 7       | 4                           | 8                           |
| 声調番号         | 声調番号       | 東 tong | 同 tông | 董 tóng | 動 tǒng | 凍 tòng     | 洞 tōng | 督 tok                      | 毒 to̍k                      |
| 調値（声調番号） | 廈門           | 44(1)   | 24(5)   | 53(2)   |         | 21(3)       | 22(7)   | 32(4)                       | 4(8)                        |
| 調値（声調番号） | 廈門           | 22(7)   | 22(7)   | 44(1)   |         | 53(2)       | 21(3)   | -p, -t, -k: 4(8) -h: 53(2)  | 32(4)                       |
| 調値（声調番号） | 台北           | 44(1)   | 24(5)   | 53(2)   |         | 11(3)       | 33(7)   | 32(4)                       | 4(8)                        |
| 調値（声調番号） | 台北           | 33(7)   | 33(7)   | 44(1)   |         | 53(2)       | 11(3)   | -p, -t, -k: 4(8) -h: 53(2)  | -p, -t, -k: 32(4) -h: 21(3) |
| 調値（声調番号） | 台南           | 44(1)   | 23(5)   | 41(2)   |         | 21(3)       | 33(7)   | 32(4)                       | 44(8)                       |
| 調値（声調番号） | 台南           | 33(7)   | 33(7)   | 44(1)   |         | 41(2)       | 21(3)   | -p, -t, -k: 44(8) -h: 53(2) | -p, -t, -k: 32(4) -h: 21(3) |
| 調値（声調番号） | 漳州           | 34(1)   | 13(5)   | 53(2)   |         | 21(3)       | 22(7)   | 32(4)                       | 121(8)                      |
| 調値（声調番号） | 漳州           | 22(7)   | 22(7)   | 34(1)   |         | 53(2)       | 22(7)   | -p, -t, -k: 4 -h: 53(2)     | -p, -t, -k: 22 -h: 22(7)    |
| 調値（声調番号） | 泉州           | 33(1)   | 24(5)   | 55(2)   | 22(6)   | 41(3)       | 41(3)   | 5(4)                        | 24(8)                       |
| 調値（声調番号） | 泉州           | 33(1)   | 21(3)   | 35(5)   | 21(3)   | 55(2)       | 22(6)   | -p, -t, -k: 4(8) -h: 53(2)  | 21                          |
| 調値（声調番号） | 北マレーシア   | 44(1)   | 24(5)   | 54(2)   |         | 21(7)       | 21(7)   | 21(4)                       | 44(8)                       |
| 調値（声調番号） | 北マレーシア   | 21(7)   | 21(7)   | 44(1)   |         | 44(1)/54(2) | 21(7)   | -p, -t, -k: 44(8) -h: 54(2) | 21(4)                       |
| 調値（声調番号） | 汕頭（潮州語） | 33(1)   | 55(5)   | 52(2)   | 35(6)   | 213(3)      | 22(7)   | 32(4)                       | 21(8)                       |
| 調値（声調番号） | 汕頭（潮州語） | 33      | 11      | 35      | 11      | 32          | 21      | 4                           | 1                           |

### 文白異読
閩南語には日本語の音読み、訓読みなどのように、文読音と白話音があり、「文白異読」といわれる。常用漢字の4割には文・白読の区別があり、単語ごとに文読音と白話音のどちらを使用するかが異なる。以下に漢数字の対応表を示す。白読は基数詞に用いられる一方で、文読は序数詞として、あるいは電話番号・車のナンバーなどを読み上げる時に用いられる。
| 漢字 | 一 | 二 | 三  | 四 | 五  | 六   | 七    | 八   | 九  | 十   |
| 文読 | it | jī | sam | sù | ngó͘ | lio̍k | chhit | pat  | kiú | si̍p  |
| 白読 |    |    | saⁿ | sì | gō͘  | la̍k  | chhit | poeh | káu | cha̍p |

また、1つの漢字にそれぞれ1つ以上の文・白読がある場合もある。例えば、「成」の文読は[sêng]「成功=sêng-kong」、[siâⁿ]「幾成=kúi-siâⁿ」の2通りがあり、白読も[chiâⁿ]「成做=chiâⁿ-chò」、[chhiâⁿ]「成家=chhiâⁿ-ke」の2通りがあり、しかも互いに代用することはできない。
同じ漢字表記でも、文読と白読によって単語の意味を区分する場合もある。例えば文読の「成家=sêng-ka」は「結婚」の意味であるに対し、白読の「成家=chhiâⁿ-ke」は「家族を養う」の意味である。文読の「大人=tāi-jîn」は公人あるいは目上の人への敬称に対し、白読の「大人=tōa-lâng」は「成人」の意味である。
閩南語が母語でない人にとって、地名用漢字の文・白読を判断するのは極めて困難である。例えば台湾の高雄市には岡山区、旗山区、鳳山区の3つの区があるが、「岡山=Kong-san」と「旗山=Kî-san」の「山」は文読のsanであるに対し、「鳳山=Hōng-soaⁿ」の「山」は白読のsoaⁿである。また、「台東=Tâi-tang」と「屏東=Pîn-tong」の「東」の読みも違う（前者は白読、後者は文読）。

## 表記体系
台湾では繁体字（正体字）が使用されるが、福建省では簡体字が使われる（中国語参照）。台湾では、白話字で表記する聖書が流通している。

## 語彙

### 借用語
日本語における台湾語からの借用語としては下記の様な例がある。
- ビーフン［米粉］bí-hún
- レンブ［蓮霧］（オオフトモモ）lián-bū
- ケチャップ［鮭汁］（マレー語、英語経由）kê-chiap
- サバヒー［虱目魚］（和名）sat-ba̍k-hî
- コウタイ［鮕鮘］（和名）ko͘-tai
- レンヒー［鰱魚］（レンギョの別名）liân-hî
- ケンヒー［鯁魚］（コイ科の淡水魚の一種、鯪魚）
- タンキー［童乩］（道教のシャーマン）tâng-ki

英語の "tea" やフランス語の"thé"など、一部の西欧の言語における茶の呼び名は、閩南語のテー（茶/tê）に由来する。これは、福建省南部を中心とした地域が貿易の中心地であったためである。